# Rudolf Buchfelder
Rudolf Georg Buchfelder (* 6. Februar 1884 in Wien; † 15. Mai 1967 ebenda) war ein österreichischer Wasserballspieler.

## Karriere
Buchfelder nahm an den Olympischen Spielen 1912 in Stockholm teil. Hier erreichte er mit der österreichischen Nationalmannschaft den vierten Rang. Neben dem Wasserball war er auch im Schwimmsport aktiv.
Sein Bruder Hermann Buchfelder nahm 1912 gemeinsam mit ihm am Wasserballwettbewerb teil.